# Soko J-21 Jastreb
Le Soko J-21 Jastreb (aussi connu sous le nom J-1 Jastreb) est un avion d'attaque léger yougoslave. Ce monomoteur, monoplace fut conçu par l'Institut technique militaire de Belgrade (Serbe: Vojnotehnički Institut Beograd (VTI)) et fabriqué par SOKO. Il dérive du jet d'entraînement avancé et avion d'attaque léger G-2 Galeb.

## Conception et développement
Le J-21 Jastreb fut développé en remplacement du Republic F-84 Thunderjet, qui était le chasseur-bombardier à réaction le plus utilisé dans la force aérienne yougoslave jusqu'en 1967. Sur la base du G-2 Galeb, le J-21 Jastreb fut développé comme variante monoplace d'attaque au sol, il vola pour la première fois le 19 juillet 1965.
Le pilote est assis sur un siège éjectable Folland Type 1-B construit sous licence, sous une verrière basculante et dans un cockpit non pressurisé. Les instruments et contrôles sont entièrement conventionnels. Propulsé par un moteur Rolls-Royce Viper Mk531 fabriqué sous licence par BWB, le Jastreb a une structure conventionnelle en alliage d'aluminium. 
L'aile relativement épaisse, tout en limitant les performances, offre de la place pour le carburant et pour le train d'atterrissage principal rétractable vers l’intérieur. Les jambes de train d'atterrissage et les pneus à relativement faible pression permettent au Jastreb d'opérer à partir de pistes non préparées.
Comparé au Galeb, le Jastreb a une structure plus rigide, permettant l'emport de davantage d'armement, incluant trois mitrailleuses Browning AN/M3 de 12,7 mm (0.5 in) montées dans le nez de l'avion. Le Jastreb peut aussi emporter 800 kg (1,800 lb) de charge externe sur des points d'emport, dont deux intérieurs pour 250 kg (550 lb) de bombes, de lance-roquettes et de réservoirs additionnels, tandis que six autres pylônes peuvent emporter des roquettes VRZ-157 127 mm (5.00 in).

## Histoire opérationnelle
Le J-21 entra en service dans la force aérienne yougoslave le 31 décembre 1968 et très peu sont encore utilisés.
Première guerre du Congo
D’après certains rapports, la France et la Yougoslavie ont soutenu le gouvernement de Mobutu lors de la Première guerre du Congo. Ainsi, la Yougoslavie accepta de livrer trois J-21 et un G-2, ainsi que quatre MiG-21PFM, tandis que trois Mi-24 furent achetés en Ukraine. Tous ces appareils étaient basés à Gbadolite et pilotés habituellement par des mercenaires serbes.
À quelques exceptions près, l'utilisation de ces appareils et leur sort après leur arrivée au Zaïre fin 1996-1997 sont inconnus.
Un pilote serbe, Ratko Turčinović, fut tué lorsqu'il fit un passage à très basse altitude avec son J-21 au-dessus de Gbadolite. Il accrocha un lampadaire avec son aile. La carcasse de son avion tomba directement sur une colonne de jeunes soldats en parade, en tuant des dizaines[réf. souhaitée]. L'accident fut plus tard attribué à l'alcoolisme de Turčinović.
Tôt après l'accident, les Serbes furent expulsés de RDC et les Jastreb furent abandonnés aux côtés des Galeb. Les MiG-21 et Mi-24, qui attendaient l'assemblage par des techniciens russes ou ukrainiens, furent aussi abandonnés et sont toujours visibles à Gbadolite (2013).
Bosnie-Herzégovine
Lors de l'incident de Banja Luka, six J-21 Jastreb de l'armée de l'air serbe furent engagés par des F-16 de l'USAF dans le cadre de l'Opération Deny Flight, après avoir violé la zone d'exclusion aérienne mise en place par l'OTAN. Les pilotes américains revendiquèrent quatre J-21 abattus. Les Serbes confirmèrent la perte de cinq avions, le cinquième s'étant probablement écrasé lors de sa fuite à basse altitude, tandis que le sixième parviendra à se poser endommagé,.

## Versions
J-1
Avion monoplace d'attaque au sol et de reconnaissance.

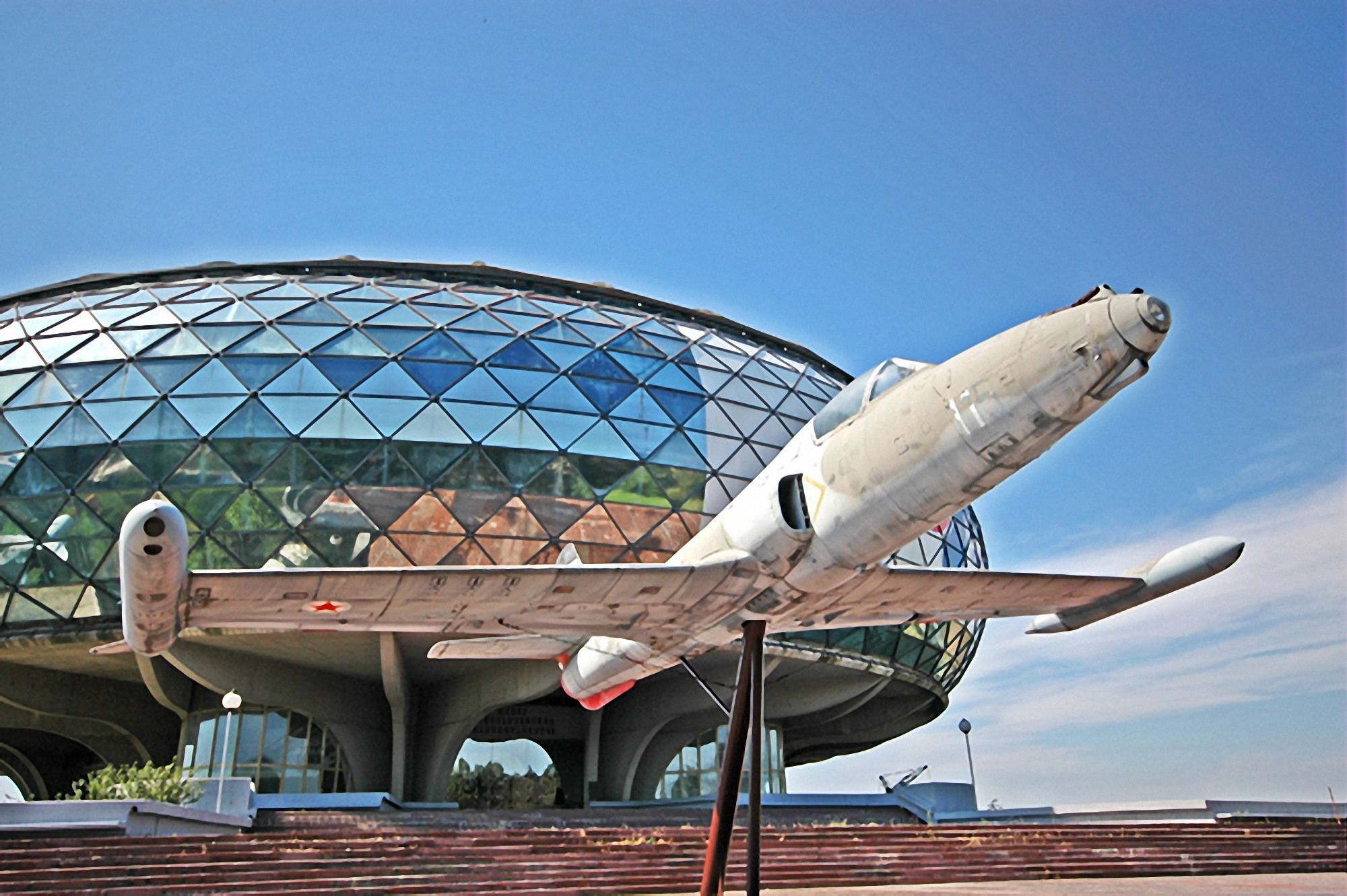

J-1E
Version export du J-1.
JT-1
version d'entraînement.
RJ-1
Avion monoplace de reconnaissance tactique.
RJ-1E
Version export du RJ-1.
NJ-21
Avion d'entrainement avancé biplace et d'attaque léger.

## Utilisateurs
Libye

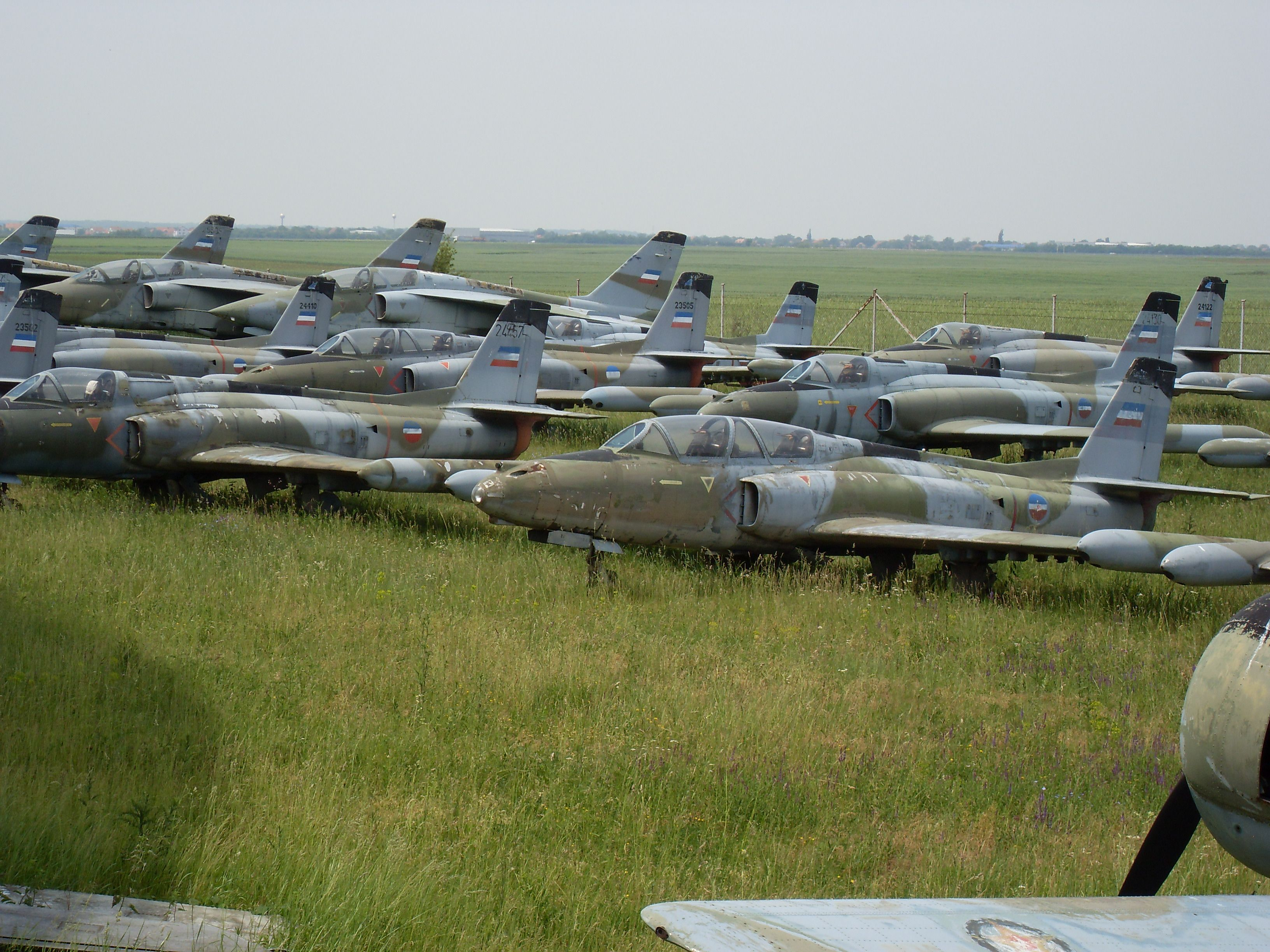
Épaves de J-21 au musée de l'aviation de Belgrade

- forces aériennes de la Libye libre : 13 appareils

Anciens Opérateurs
République serbe de Bosnie
- utilisa 12 J-21 pour l'entrainement et l'attaque au sol

 Libye
- Force aérienne libyenne

 République fédérative socialiste de Yougoslavie
- Force aérienne yougoslave

 Zaïre
- Force aérienne du Congo

 Zambie
- Zambia Air Force